# Liste des ambassadeurs de France en Russie
L’ambassadeur de France en Russie est le représentant légal le plus important de la France auprès du gouvernement russe. L'ambassade de France en Russie se trouve à Moscou.

## XVIIIesiècle

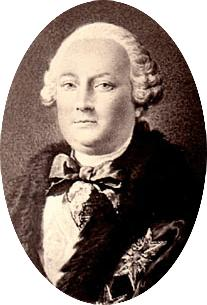
Marquis de La Chétardie
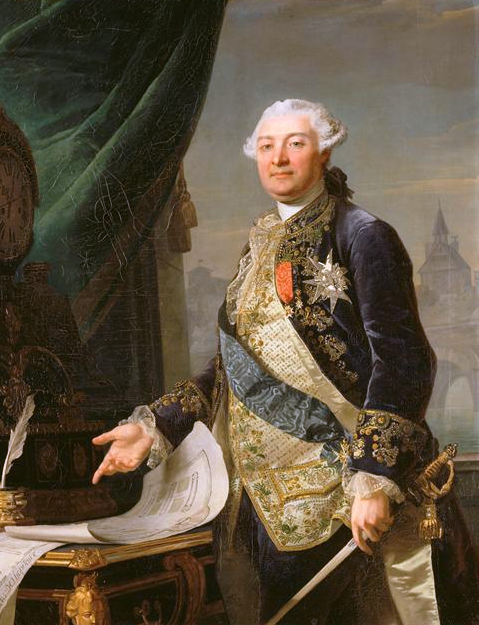
Baron de Breteuil
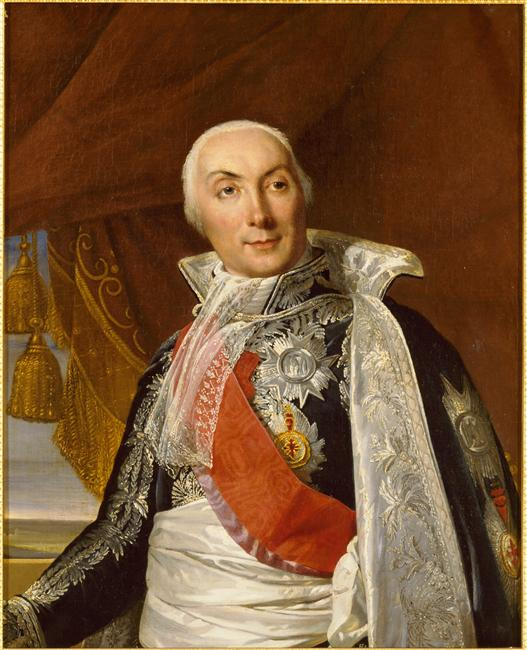
Comte de Ségur
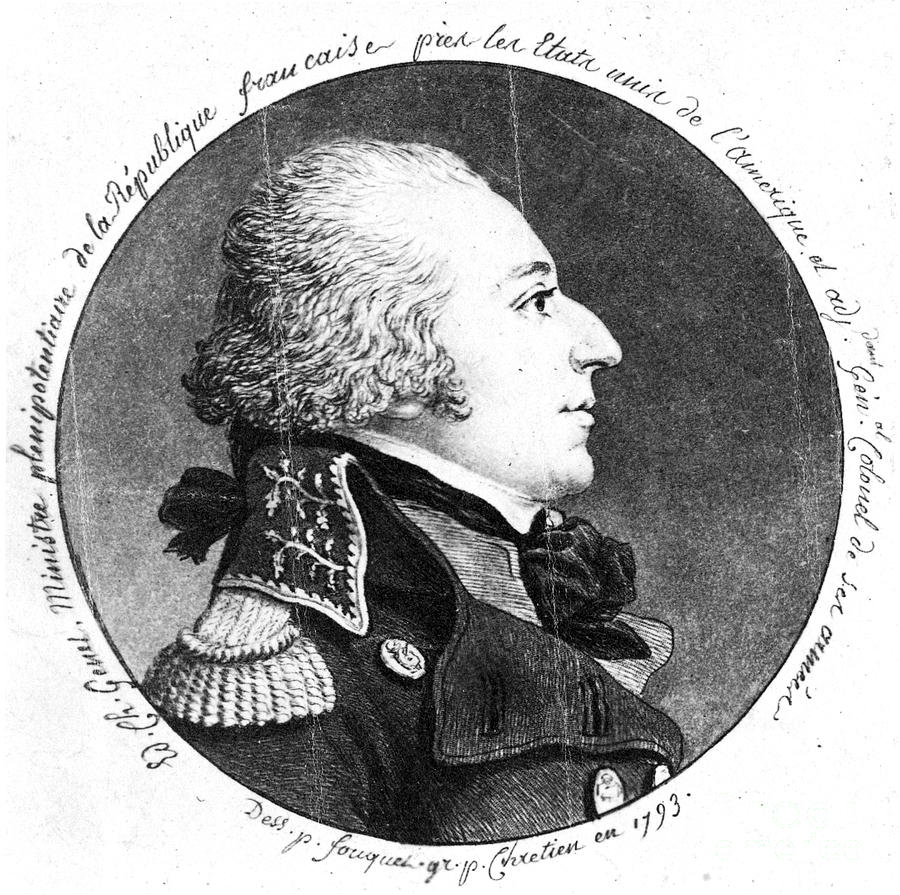
Edmond-Charles Genêt

- 1625 : Cosmemin ou Cormenin ou Courmemin (Louis Deshayes), ambassadeur, signataire du premier traité qui ait été conclu entre la France et la Russie[1].
- 1630 : (capitaine) Bonnefoy, chargé d'une commission pour achat de grains en Russie[1]
- 1660-1683 : De La Picquetière, envoyé extraordinaire[2]
- 1686-1703-1704 et 1711 : Jean-Casimir Baluze (pl), chargé de missions exceptionnelles[4]
- 1721-1726 : Jacques de Campredon, ministre plénipotentiaire[5]
- 1727-1733 : Le Magnan (chargé d'affaires)
- 1734 : Édouard-Salomon Fonton de l'Étang-la-Ville, envoyé spécial
- 1739-1742 : Jacques-Joachim Trotti, marquis de La Chétardie
- 1742-1748 : Louis d'Usson de Bonnac, comte d'Alion
- 1755-1756 : Alexandre-Pierre de Mackensie-Douglas, mission secrète
- 1757-1760 : Paul-François de Galluccio, marquis de L'Hôpital, premier ambassadeur[6]
- 1760-1763 : Louis Auguste Le Tonnelier, baron de Breteuil
- 1763-1767 : Nicolas-Mathieu, marquis de Bausset-Roquefort
- 1770-1772 : Honoré-Auguste Sabatier de Cabre, chargé d'affaires[7],[8]
- 1772-1775 : François-Michel Durand de Distroff
- 1775-1777 : Jacques-Gabriel-Louis Leclerc, marquis de Juigné
- 1780-1784 : Charles-Olivier de Saint-Georges, marquis de Vérac
- 1785-1789 : Louis-Philippe, comte de Ségur
- 1790-1791 : René Eustache d'Osmond (ambassadeur)
- 1789-1792 : Edmond-Charles Genêt (chargé d'affaires )

Durant cette période ont été présents des consuls à Saint-Pétersbourg de manière presque continue : Henri Lavie (1717-1724), Jacques-Jean de Monicault de Villardeau (1724-1733), Jean-Baptiste Decury de Saint-Sauveur (1743-1748 puis 1757-1763), Jean-Baptiste-François Rossignol (1764-1770), Joseph Raimbert (vice-consul 1770-1775), Martin de Lesseps (1774-1787) et Joseph Raimbert (vice-consul 1788-1791).
À Moscou, le vice-consulat, créé en 1759, est dirigé par Pierre Martin, remplacé par Condert de Bosse.
De 1791 à 1796, dans le contexte de non-reconnaissance du gouvernement révolutionnaire de Paris, Catherine II accrédite le comte Valentin Esterházy, envoyé des duc de Provence et d'Artois comme ministre des émigrés et des Français en exil. Réciproquement, la Russie délègue et fait accréditer le comte de Roumiantsev auprès des princes établis à Coblence. Sous le règne de Paul Ier, le comte Esterházy aura pour successeurs le marquis de La Ferté-Meung (1796-1799) auquel succédera brièvement le vicomte de Caraman (1799-1800). La représentation des princes français (qui devient à partir de 1795 celle de Louis XVIII, roi de France en exil), prendra fin avec la mort du tsar Paul Ier puis la normalisation des relations diplomatiques entre la Russie et la France à la suite du Traité de Tilsit en 1807.

## XIXesiècle(1792-1917)

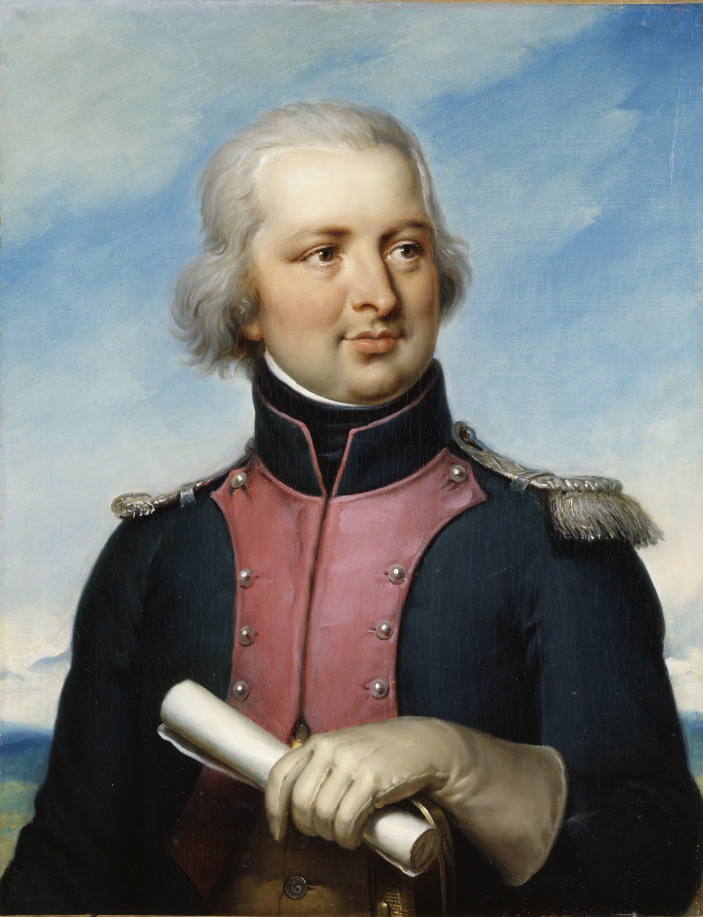
Comte d'Hédouville
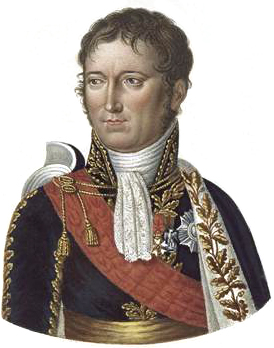
Duc de Trévise
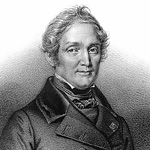
Baron de Barante
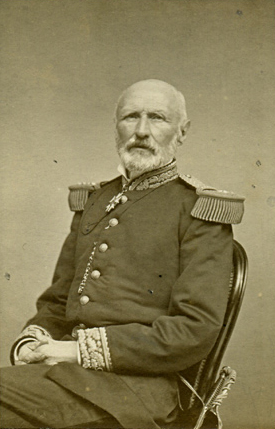
Adolphe Le Flô
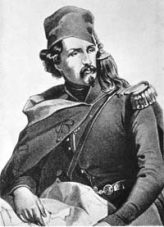
Christophe de Lamoricière
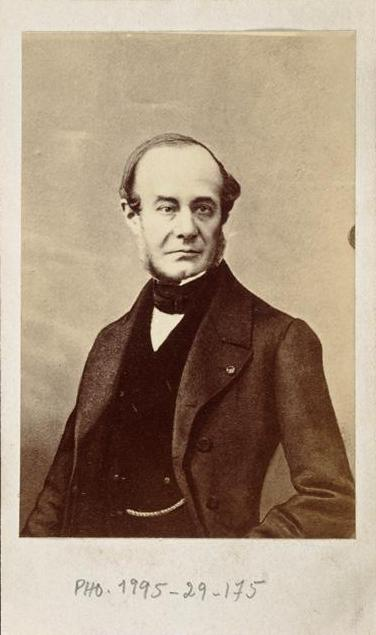
Duc de Montebello
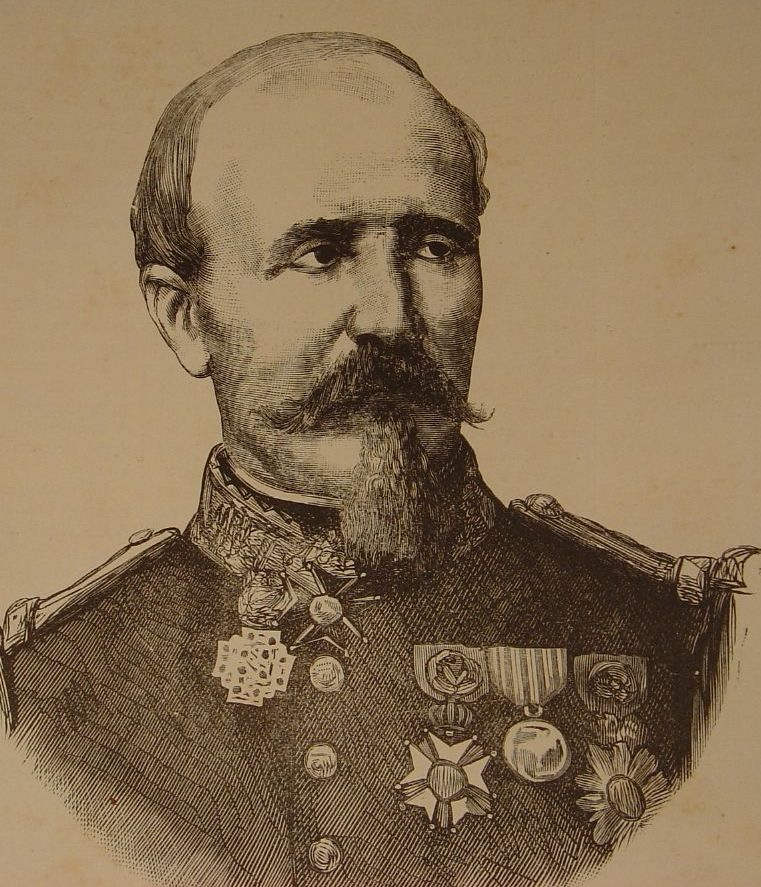
Antoine Chanzy
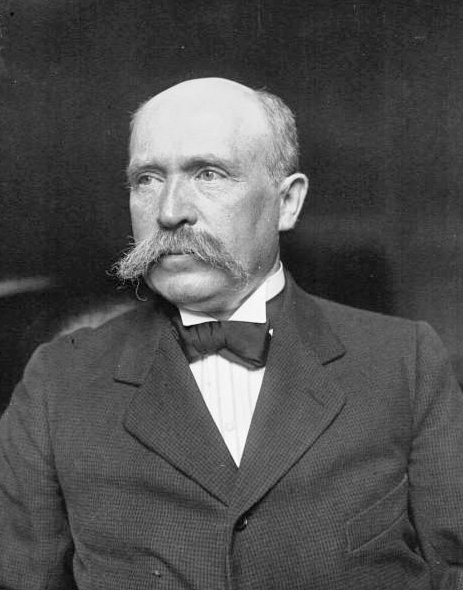
Joseph Noulens

- 1792-1812 : Barthelemy de Lesseps, consul général
- 1801-1804 : Gabriel, comte d'Hédouville
- 1807-1811 : Armand Augustin Louis de Caulaincourt
- 1811-1812 : Jacques Alexandre Law de Lauriston[10]
- 1814-1819 : Juste, comte de Noailles
- 1820-1827 : Pierre-Louis-Auguste Ferron, comte de La Ferronays
- 1828-1830 : Casimir de Rochechouart, duc de Mortemart
- 1830-1833 : Édouard Mortier, duc de Trévise
- 1833-1833 : Casimir de Rochechouart, duc de Mortemart
- 1833-1835 : Nicolas Joseph, marquis Maison
- 1835-1848 : Prosper Brugière, baron de Barante[11]
- 1848-1849 : Adolphe Le Flô
- 1849-1849 : Christophe Louis Léon Juchault de Lamoricière, ambassadeur extraordinaire
- 1849-1854 : général de Castelbajac
- 1856-1857 : Charles, duc de Morny, ambassadeur extraordinaire
- 1857-1858 : Alphonse de Rayneval[12]
- 1858-1864 : Napoléon Lannes, duc de Montebello
- 1864-1869 : Charles de Talleyrand-Périgord
- 1869-1870 : Émile Félix Fleury
- 1871-1879 : Adolphe Le Flô
- 1879-1881 : Antoine-Alfred Chanzy
- 1882-1883 : Benjamin Jaurès
- 1883-1886 : Général Félix Antoine Appert
- 1886-1891 : Paul de Laboulaye (d)
- 1891-1902 : Gustave Lannes de Montebello
- 1902-1908 : Maurice Bompard
- 1909-1913 : Georges Louis (d)
- 1913-1914 : Théophile Delcassé
- 1914-1917 : Maurice Paléologue
- 1917-1919 : Joseph Noulens

## Union des républiques socialistes soviétiques (URSS)
- 1924-1931 : Jean Herbette (d)[13]
- 1931-1933 : Comte François Dejean (d)
- 1933-1936 : Charles Alphand (de)
- 1936-1938 : Robert Coulondre
- 1938-1940 : Paul-Émile Naggiar (de)
- 1940-1941 : Eirik Labonne[14]
- 1941 Gaston Bergery

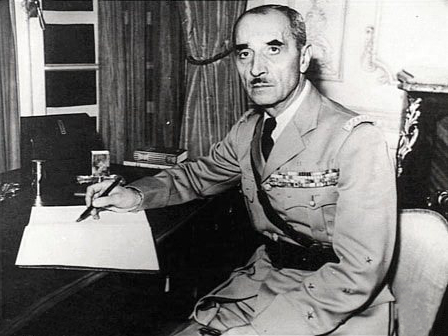
Général Catroux.

- Rupture des relations diplomatiques le 30 juin 1941
- 1942-1945 : Roger Garreau (d), délégué du gouvernement provisoire
- 1945-1948 : Georges Catroux
- 1948-1952 : Yves Chataigneau
- 1952-1955 : Louis Joxe
- 1955-1964 : Maurice Dejean
- 1964-1966 : Philippe Baudet (de)
- 1966-1968 : Olivier Wormser
- 1968-1973 : Roger Seydoux de Clausonne
- 1973-1976 : Jacques Vimont (d)
- 1976-1979 : Bruno de Leusse de Syon
- 1979-1981 : Henri Froment-Meurice
- 1981-1984 : Claude Arnaud (d)
- 1985-1986 : Jean-Bernard Raimond
- 1986-1989 : Yves Pagniez (d)
- 1989-1991 : Jean-Marie Mérillon
- 1991-1992 : Bertrand Dufourcq

## Fédération de Russie
- 1991-1992 : Bertrand Dufourcq
- 1992-1996 : Pierre Morel

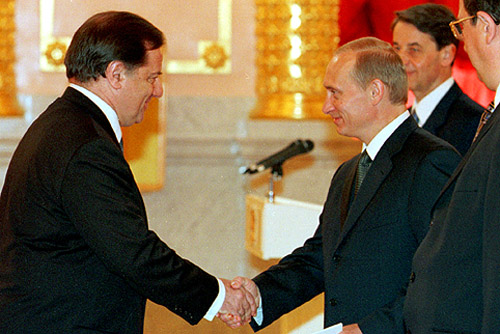
Claude Blanchemaison présentant ses lettres de créance au président Vladimir Poutine en 2000

- 1996-2000 : Hubert Colin de Verdière
- 2000-2003 : Claude Blanchemaison
- 2003-2006 : Jean Cadet (d)
- 2006-2008 : Stanislas de Laboulaye
- 2009-2013 : Jean de Gliniasty
- 2013-2017 : Jean-Maurice Ripert
- 2017-2019 : Sylvie Bermann
- 2020-2024 : Pierre Lévy
- 2025- : Nicolas de Rivière